# 侠女十三妹
《侠女十三妹》是1986年在中国大陆上映的一部电影。本片的人物形象来自于《儿女英雄传》的何玉凤，影片着重演绎了她为父复仇，铲除奸佞的过程。

## 演员
- 丁  岚——十三妹、何玉凤
- 王伯昭——安公子
- 葛存壮——纪献唐
- 王  群——霍标
- 李俊峰——铁罗汉
- 邵冲飞——汪宪棋
- 马永安——邓九公
- 郑邦玉——何杞
- 袁  玫——何妻

## 剧情
清朝雍正年间，权臣纪献唐欲霸中军副将何杞之女何玉凤为儿媳，遭何家拒绝，他竟设毒计陷害何家，致使何家灭门。
何玉凤一人逃出生天，随后拜邓九公为师，不畏严寒酷暑，练就了一身高强的武功，成为一代女侠，取名十三妹。
侠女十三妹凭借一身精湛的武艺，大破能仁寺，全歼了能仁寺谋财害命的恶僧，救出了险遭毒手的安公子。
随后十三妹和两位师兄一起，潜入纪府，结果了作恶多端的纪献唐。